# Réaction réversible
Une réaction réversible est une réaction chimique dans laquelle se produisent simultanément la conversion des réactifs en produits et la conversion des produits en réactifs.
{\displaystyle {\ce {aA + bB <=> cC + dD}}}
Les espèces chimiques A et B peuvent réagir pour former C et D, ou inversement C et D peuvent réagir pour former A et B dans la réaction inverse. Cela est distinct d'un processus réversible en thermodynamique.
Les acides et les bases faibles subissent des réactions réversibles. Par exemple, l'acide carbonique :
H 2 CO 3 (l) + H 2 O (l) ⇌ HCO 3 − (aq) + H 3 O + (aq) .
Les concentrations des réactifs et des produits dans un mélange à l'équilibre sont déterminées par les concentrations analytiques des réactifs (A et B ou C et D) et la constante d'équilibre, K . L'amplitude de la constante d'équilibre dépend du changement d'énergie libre de Gibbs pour la réaction. Ainsi, lorsque le changement d'énergie libre est important (plus d'environ 30 kJ/mol), la constante d'équilibre est importante (log K > 3) et les concentrations des réactifs à l'équilibre sont très faibles. Une telle réaction est parfois considérée comme une réaction irréversible, bien que l'on s'attende toujours à ce que de petites quantités de réactifs soient présentes dans le système de réaction. Une réaction chimique véritablement irréversible est généralement obtenue lorsque l'un des produits sort du système de réaction, comme le dioxyde de carbone (volatil) dans la réaction
CaCO3 + 2HCl → CaCl2 + H2 O + CO2 ↑

## Histoire
Le concept de réaction réversible a été introduit par Berthollet en 1803, après qu'il a observé la formation de cristaux de carbonate de sodium au bord d'un lac salé (l'un des lacs à natron en Égypte, dans le calcaire) :
2NaCl + CaCO3 → Na2 CO3 + CaCl2
Il a reconnu cela comme l'inverse de la réaction familière :
Na2 CO3 + CaCl2 → 2NaCl + CaCO3
Jusque-là, on pensait que les réactions chimiques se déroulaient toujours dans une seule direction. Berthollet a estimé que l'excès de sel dans le lac a contribué à pousser la réaction « inverse » vers la formation de carbonate de sodium.
En 1864, Waage et Guldberg ont formulé leur loi d'action de masse, qui quantifie l'observation de Berthollet. Entre 1884 et 1888, Le Chatelier et Braun ont formulé le principe de Le Chatelier, qui étend la même idée à un énoncé plus général sur les effets de facteurs autres que la concentration sur la position de l'équilibre.

## Cinétiques de réaction
Pour la réaction réversible A⇌B, le sens A→B a une constante de vitesse {\displaystyle k_{1}} et le sens B→A a une constante de vitesse {\displaystyle k_{-1}}. La concentration de A obéit à l'équation différentielle suivante : 

| {\displaystyle {\frac {d[A]}{dt}}=-k_{\text{1}}[A]+k_{\text{-1}}[B]}. | \| \| \| \| \| \| \| \| | (1) |
|                                                                       |                         |     |
|                                                                       |                         |     |
 Si l'on considère que la concentration du produit B à tout instant est égale à la concentration des réactifs à l'instant zéro moins la concentration des réactifs à l'instant {\displaystyle t}, on peut poser l'équation suivante : 

| {\displaystyle [B]=[A]_{\text{0}}-[A]}. | \| \| \| \| \| \| \| \| | (2) |
|                                         |                         |     |
|                                         |                         |     |
En combinant 1 et 2, on peut écrire
{\displaystyle {\frac {d[A]}{dt}}=-k_{\text{1}}[A]+k_{\text{-1}}([A]_{\text{0}}-[A])} .
La séparation des variables est possible et, en utilisant une valeur initiale {\displaystyle [A](t=0)=[A]_{0}}, on obtient:
{\displaystyle C={\frac {{-\ln }(-k_{\text{1}}[A]_{\text{0}})}{k_{\text{1}}+k_{\text{-1}}}}}
et on arrive à l'expression cinétique finale :
{\displaystyle [A]={\frac {k_{\text{-1}}[A]_{\text{0}}}{k_{\text{1}}+k_{\text{-1}}}}+{\frac {k_{\text{1}}[A]_{\text{0}}}{k_{\text{1}}+k_{\text{-1}}}}\exp {{(-k_{\text{1}}+k_{\text{-1}}})t}} .
Les concentrations de A et B à un temps infini ont le comportement suivant :
{\displaystyle [A]_{\infty }={\frac {k_{\text{-1}}[A]_{\text{0}}}{k_{\text{1}}+k_{\text{-1}}}}}
{\displaystyle [B]_{\infty }=[A]_{\text{0}}-[A]_{\infty }=[A]_{\text{0}}-{\frac {k_{\text{-1}}[A]_{\text{0}}}{k_{\text{1}}+k_{\text{-1}}}}}
{\displaystyle {\frac {[B]_{\infty }}{[A]_{\infty }}}={\frac {k_{\text{1}}}{k_{\text{-1}}}}=K_{\text{eq}}}
{\displaystyle [A]=[A]_{\infty }+([A]_{\text{0}}-[A]_{\infty })\exp(-k_{\text{1}}+k_{\text{-1}})t}
Ainsi, la formule peut être linéarisée afin de déterminer {\displaystyle k_{1}+k_{-1}} :
{\displaystyle \ln([A]-[A]_{\infty })=\ln([A]_{\text{0}}-[A]_{\infty })-(k_{\text{1}}+k_{\text{-1}})t}
La formule suivante donne les constantes individuelles {\displaystyle k_{1}} et {\displaystyle k_{-1}} :
{\displaystyle K_{\text{eq}}={\frac {k_{\text{1}}}{k_{\text{-1}}}}={\frac {[B]_{\infty }}{[A]_{\infty }}}}